# Enzo Barboni
Enzo Barboni (n. 10 iulie 1922, Roma, Regatul Italiei – d. 23 martie 2002, Roma, Italia) a fost un director de imagine și regizor italian. El a folosit uneori pseudonimul E.B. Clucher sub care a turnat mai multe filme alături de duo-ul Terence Hill - Bud Spencer.

## Biografie
Enzo Barboni s-a născut la Roma pe 10 iulie 1922. În anul 1942, în timpul celui de-al Doilea Război Mondial, a început să lucreze în domeniul cinematografiei mai întâi pe postul de corespondent de război pe Frontul de Răsărit, iar apoi ca operator de imagine.
În 1961 a început o carieră de director de imagine cu filmul I due marescialli⁠(d) al lui Sergio Corbucci și a colaborat cu mai mulți regizori.
A adoptat pseudonimul E.B. Clucher (Clucher era numele de familie al bunicii sale materne) și a debutat ca regizor în 1970 cu westernul Ciak Mull (L'uomo della vendetta), care a atras puțini spectatori în cinematografele italiene. El a decis, cu toate acestea, să filmeze un western spaghetti, o parodie burlescă a westernului clasic. Acest film, intitulat Mi se spune Trinity (titlu original: Lo chiamavano Trinità...), a fost un succes și i-a transformat pe cei doi actori principali Bud Spencer și Terence Hill în vedete de cinema. Enzo Barboni, Bud Spencer și Terence Hill au continuat seria, realizând o continuare intitulată Tot Trinity mi se spune (...continuavano a chiamarlo Trinità), care s-a dovedit, de asemenea, un succes la box office.
Cineastul a continuat să exploateze filonul, fără a se abate de la formula sa câștigătoare; filmele sale ulterioare au fost comedii burlești și i-au avut aproape de fiecare dată pe Bud Spencer și Terence Hill în rolurile principale. Această colaborare a generat mai multe succese cinematografice. În cele din urmă, carierele lui Hill și Spencer au început să intre în declin, afectând și cariera regizorală a lui Barboni. În 1994 Enzo Barboni a vrut să realizeze o continuare a seriei Trinity care să fie cântecul de lebădă al duo-ului Hill-Spencer. Cu toate acestea, cei doi actori au preferat să realizeze filmul Petit papa baston (titlu original: Botte di Natale), Terence Hill insistând să fie el regizor în locul lui Barboni. În anul următor, Barboni a reînviat formula seriei Trinity cu Trinità & Bambino... e adesso tocca a noi, dar filmul s-a dovedit un eșec la box office.
După această dezamăgire, Barboni s-a retras din cinematografie și a murit la Roma la 23 martie 2002, cu cinci luni înainte de a împlini vârsta de 80 de ani.

## Filmografie

### Director de imagine
- 1961: Romulus și Remus (Romolo e Remo), regizat de Sergio Corbucci
- 1961: I due marescialli, regizat de Sergio Corbucci
- 1962: Totò diabolicus, regizat de Steno
- 1962: Lo smemorato di Collegno, regizat de Sergio Corbucci
- 1962: I 4 monaci, regizat de Carlo Ludovico Bragaglia
- 1962: Le Jour le plus court (Il Giorno più corto), regizat  de Sergio Corbucci
- 1962: Le Fils de Spartacus (Il Figlio di Spartacus), regizat de Sergio Corbucci
- 1963: Gli onorevoli, regizat de Sergio Corbucci
- 1963: Il monaco di Monza, regizat de Sergio Corbucci
- 1963: Gidget Goes to Rome, regizat de Paul Wendkos
- 1965: Massacre au Grand Canyon (Massacro al Grande Canyon), regizat de Sergio Corbucci și Albert Band
- 1965: I figli del leopardo, regizat de Sergio Corbucci
- 1965: Les Amants d'outre-tombe (Amanti d'oltretomba), regizat de Mario Caiano
- 1965: Hercules and the Princess of Troy (film TV), regizat de Albert Band
- 1965: Erik, le Viking (Erik, il vichingo), regizat de Mario Caiano
- 1966: Texas Adios (Texas, addio), regizat de Ferdinando Baldi
- 1966: Les Tueurs de l'Ouest (El Precio de un hombre)
- 1966: L'Homme qui rit (L'Uomo che ride), regizat de Sergio Corbucci
- 1966: Django, regizat de Sergio Corbucci
- 1967: T'as le bonjour de Trinita (Rita nel West), regizat de Ferdinando Baldi
- 1967: Io non protesto, io amo
- 1967: Les Cruels (I crudeli), regizat de Sergio Corbucci
- 1968: Son nom crie vengeance (Il Suo nome gridava vendetta)
- 1968: Django, prépare ton cercueil! (Preparati la bara!)
- 1968: Un train pour Durango (Un treno per Durango)
- 1968: Vivo per la tua morte
- 1968: Les tueurs sont lâchés (Assignment to Kill)
- 1969: Franco e Ciccio... ladro e guardia
- 1969: Cinq hommes armés (Un Esercito di cinque uomini)
- 1970: Kemek
- 1971: Quand les colts fument... on l'appelle Cimetière (Gli fumavano le Colt... lo chiamavano Camposanto), regizat de Giuliano Carnimeo

### Regizor
- 1970: Ciak Mull (Ciakmull - L'uomo della vendetta)
- 1970: Mi se spune Trinity (Lo chiamavano Trinità)
- 1971: Tot Trinity mi se spune (...continuavano a chiamarlo Trinità)
- 1972: Un gentleman în Vestul Sălbatic (E poi lo chiamarono il magnifico)
- 1973: Gangsteri de ocazie (Anche gli angeli mangiano fagioli)
- 1974: Même les anges tirent à droite (Anche gli angeli tirano di destro)
- 1976: Doi superpolițiști (I due superpiedi quasi piatti)
- 1982: Ciao nemico
- 1983: Contra cronometru (Nati con la camicia)
- 1984: Substituite cu bucluc (Non c'è due senza quattro)
- 1987: Renegade
- 1991: Vorbind de lup
- 1995: Trinità & Bambino... e adesso tocca a noi

### Scenarist
- 1970: Mi se spune Trinity (Lo chiamavano Trinità)
- 1971: Quand les colts fument... on l'appelle Cimetière (Gli fumavano le Colt... lo chiamavano Camposanto), regizat de Giuliano Carnimeo
- 1971: Tot Trinity mi se spune (...continuavano a chiamarlo Trinità)
- 1972: Un gentleman în Vestul Sălbatic (E poi lo chiamarono il magnifico)
- 1973: Gangsteri de ocazie (Anche gli angeli mangiano fagioli)
- 1974: Même les anges tirent à droite (Anche gli angeli tirano di destro)
- 1976: Doi superpolițiști (I due superpiedi quasi piatti)
- 1982: Ciao nemico

### Producător
- 1971: Quand les colts fument... on l'appelle Cimetière (Gli fumavano le Colt... lo chiamavano Camposanto), regizat de Giuliano Carnimeo